# ماری ژان لامارتینیه

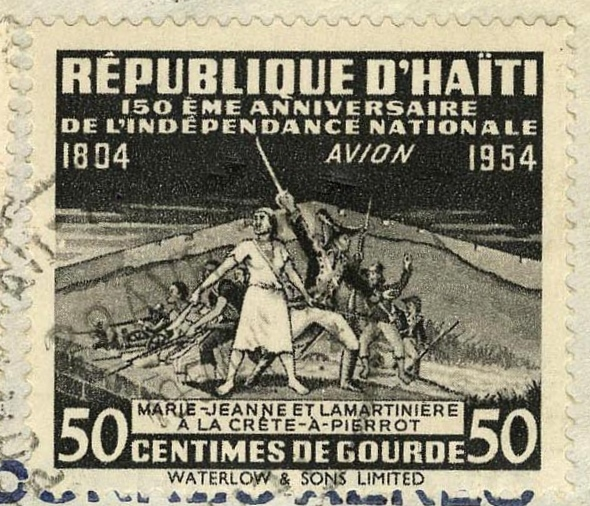
تمبر ۱۹۵۴ به مناسبت ۱۵۰مین سالگرد استقلال هائیتی با ماری ژان و همسرش.

ماری ژان لامارتینیه (انگلیسی: Marie-Jeanne Lamartiniére؛ زادهٔ ۱۸۰۲) که در تاریخ فقط به عنوان مری ژآن شناخته می‌شود، یک سرباز اهل هائیتی بود، و بنا بر گزارش‌ها یک «زیبایی خیره‌کننده» بود. او یک عضو ارتش هائیتی بود اما در انقلاب هائیتی شرکت داشت (۱۷۹۱–۱۸۰۴).

## شرکت در انقلاب هائیتی
ماری ژان در نبرد کرت-آ-پیرو (۴ تا ۲۴ مارس ۱۸۰۲) با همسرش لوئیس داور لامارتینیه شرکت داشت. او درحالی‌که اونیفورم مردانه بر تن داشت در کنار قلعه هم با تفنگ و هم با شمشیر می‌جنگید. او با نترسی و شجاعت خود تأثیر زیادی بر دیگران گذاشت. گفته می‌شود او از تفنگ بلند برای تیراندازی به سربازان فرانسوی استفاده می‌کرد با «مهارتی که مورد تشویق مردان قرار می‌گرفت». معروف بود که او با شجاعتش روحیه دیگر جنگجویان را تقویت می‌کرده‌است.
ماری ژان زمانهایی که در جنگ نبود، از رفقای مجروح خود پرستاری می‌کرد. او را توصیف نموده‌اند که در زمانهایی که خودش نیز آب کم داشت آن را به سربازان در حال مرگ می‌داد.

## زندگی بعدی
شوهرش لوئیس داور لامارتینیه در سال ۱۸۰۲ در نبرد کشته شد.